# Acosmeryx cinerea
Acosmeryx cinerea är en fjärilsart som beskrevs av Arnold Pagenstecher 1886. Acosmeryx cinerea ingår i släktet Acosmeryx och familjen svärmare. Inga underarter finns listade i Catalogue of Life.